# زحف التعليمات
تحدث عملية زحف التعليمات عندما تزداد التعليمات في العدد والحجم بمرور الوقت حتى يصعب السيطرة عليها. ومن الممكن أن تكون مضللة ومدمرة لنجاح المجموعات الكبيرة مثل الشركات، حيث تنشأ من الجهل بـمبدأ كيس (مبدأ المحافظة على البساطة (KISS)) وينتج عنها إجراءات معقدة للغاية غالبًا ما يساء فهمها، أو يتبعها غضب عارم، أو يتم تجاهلها.
تكمن المغالطة الأساسية لزحف التعليمات في الاعتقاد بأن الناس يقرأون التعليمات بنفس المستوى من الانتباه والاستيعاب، بغض النظر عن حجم أو تعقيد هذه التعليمات. والناتج الثانوي لهذه العملية يتمثل في ظهور العديد من القواعد الجديدة التي تم وضعها بغرض التحكم في الآخرين عن طريق الأوامر الرسمية دون النظر إلى التوافق أو التعاون. وغالبًا ما يؤدي هذا إلى معاداة الآخرين حتى عندما يبدو أن مصدري التعليمات يتصرفون بنية سليمة.
يشيع حدوث عملية زحف التعليمات في المؤسسات المعقدة حيث تقوم مجموعات متغيرة من الأفراد بوضع القواعد والتوجيهات على مدى فترات طويلة من الزمن. وغالبًا ما تؤدي الحالة المستمرة من التغير في تلك المجموعات إلى إضافة أو تعديل التعليمات بدلاً من تبسيط أو توحيد التعليمات القائمة. ومن الممكن أن ينتج عن ذلك حدوث تداخل كبير في الرسالة الخاصة بالتعليمات على حساب الوضوح، أو الكفاءة، أو الاتصال، أو حتى الاتساق.